# London School of Business and Finance
London School of Business and Finance (informal LSBF) este o universitate privată cu profil economic din centrul Londrei, Marea Britanie.  Universitatea oferă programe de Masterat în management, finanțe și marketing; programe universitare; training corporativ și executiv; și training în calificări profesionale precum ACCA, CFA, CIM și CIMA.  Programele LSBF sunt validate de instituții partenere precum Grenoble Graduate School of Business, University of Bradford și University of Central Lancashire.
LSBF se află în Holborn, având două campusuri în centrul Londrei. Școala dispune și de campusuri în alte locații din Marea Britanie (Manchester și Birmingham) precum și în Toronto și Singapore. Filozofia educațională a școlii se bazează pe suportul oferit studenților de a urma un curs academic simultan cu o calificare profesională, dar și un serviciu de consiliere și orientare a carierei.
Profesorul James Kirkbride este vice-rectorul LSBF din Septembrie 2010, iar profesorul Alfred Morris este președintele Consiliului de Administrație din 2011. Patronul regal al LSBF este Alteța Sa Regală Prințul Michael al Kentului.

## ISTORIE
London School of Business and Finance a fost înființatp de Aaron Etingen în 2003. Școala a început prin a oferi programe de contabilitate și finanțe, și pregătire pentru calificări profesionale precum ACCA și CIMA. În decursul anilor școala a dezvoltat parteneriate cu instituții educaționale de top pentru a oferi programe universitare și postuniversitare. 
Școala beneficiază de campusuri în Londra, Birmingham și Manchester. LSBF a deschis primul campus în afara Marii Britanii în Toronto, Canada în februarie 2011. În iunie 2011 LSBF a deschis un institut în Singapore, primul campus al unei școli cu profil de business din Marea Britanie în regiunea Asia-Pacific. În ambele campusuri internaționale școala oferă programe de contabilitate și pregătire pentru calificări profesionale.
LSBF a dezvoltat parteneriate cu Shanghai University și cu CL Educate, instituție educațională bazată în India.
În parteneriat cu alte instituții de învățământ superior, incluzând Grenoble Graduate School of Business, University of Bradford și University of Central Lancashire, LSBF oferă o arie extinsă de programe universitare, postuniversitare și profesionale.
La sfârșitul anului 2010 LSBF a lansat LSBF Global MBA, o aplicație Facebook ce oferă sute de ore de resurse pentru studiu gratuit și accesibilă oricărei persoane, incluzând 80 de ore de conținut video în format High Definition. Lansând această aplicație, London School of Business & Finance a devenit prima instituție educațională ce a introdus o abordare “încearcă înainte de a cumpăra”, reducând barierele ce înconjurau studiul postuniversitar tradițional.
În aprilie 2012, LSBF a format un parteneriat cu London Metropolitan University, în cadrul căruia o serie de programe universitare, postuniversitare și profesionale noi validate de London Metropolitan University vor fi livrate de LSBF la campusurile din Marea Britanie, atât pentru studenții locali cât și cei internaționali. În decembrie 2012 acest parteneriat comun a fost încheiat de comun acord, LSBF și Londra Metropolitan University declarând că "ambele părți au fost de acord că, deși multe lucruri au fost realizate în această perioadă, având în vedere baza pe care parteneriatul a avut început și schimbările de pe piața învățământului superior, ar fi mai bine pentru fiecare instituție să urmeze o cale independentă. "
London School of Business and Finance face parte din Grupul LSBF, grup ce include și London College of Contemporary Arts (LCCA), platforma de învățământ online InterActive, Finance Business Training (FBT), School of Fashion and Design (SFDLondon), LSBF School of English și St Patrick’s College London.

### Campusuri și locații
LSBF se află în centrul Londrei. În Marea Britanie are campusuri în Holborn, Londra; Manchester și Birmingham. LSBF are campusuri internaționale în Singapore și Toronto, Canada, ce oferă cursuri de pregătire pentru calificarea profesională ACCA, dar și training corporativ și executiv.
LSBF a semnat un acord de parteneriat cu o universitate de top din China ce va avea ca rezultat formarea unui nou institut, London School of Business and Finance-Shanghai.Shanghai-London School of Business and Finance Arhivat în 13 martie 2012, la Wayback Machine..
LSBF are birouri reprezentative în Columbia, Cehia, Hong Kong, India, Kazahstan, Pakistan, Rusia, Elveția, și Emiratele Arabe Unite.

## UNIVERSITAR

### Programe
LSBF colaborează cu Grenoble Graduate School of Business în oferirea programelor de masterat de doi ani incluzând MBA, Masterat în Finanțe, Masterat în Business International (MIB) și Masterat în Managementul Modei și Luxului. De asemenea oferă și un program universitar în Afaceri Internaționale. Școala oferă programe duble de MBA, ce combină Masterul în Administrarea Afacerilor cu un alt program profesional precum ACCA, CFA sau CIMA. 
LSBF oferă programe universitare, postuniversitare și profesionale, incluzând Global MBA, Masterat în Finanțe și Investiții, BSc Business Management și diplome în Contabilitate și Finanțe și Management Strategic și Financial. 
Împreună cu University Of Central Lancashire (UCLAN), LSBF oferă programe universitare ce includ Administrarea Afacerilor, Contabilitate și Finanțe și Dreptul Afacerilor Internaționale.
Masteratul în Dreptul Afacerilor Internaționale este oferit de LSBF în asociere cu Bradford University, una dintre cele mai recunoscute școli de afaceri din Marea Britanie.

### Programe Online
LSBF oferă o arie largă de programe prin platforma de învățământ online InterActive. Programele include MBA, Masterat în Finanțe, Masterat în Marketing, ACCA, CIMA, CFA și alte 20 de certificate postuniversitare. Prin InterActive studenții au acces la săli de clasă online, forumuri și o arie largă de resurse ce include lecturi în direct și înregistrate, asistență tehnică 24/7, bibliotecă online și “Cazuri elocvente” publicate de Harvard Business School pentru a le facilita învățatul.
În 2010 LSBF a dezvoltat două aplicații inovatoare folosind platforma socială Facebook: Centrul Preparator LSBF pentru ACCA, o resursă vastă de studiu pentru studenții ACCA; și LSBF Global MBA, primul program de masterat oferit integral pe Facebook, într-o manieră “încearcă înainte de a cumpăra”. Ambele aplicații oferă materiale calitative de studiu înalt ce este accesibil gratis pentru oricine.
Cei ce studiază Global MBA la LSBF au opțiunea adițională de a opta pentru evaluare și să plătească pentru calificarea obținută. Ambele aplicații au fost recunoscute și prezentate în media națională și internațională: LSBF Global MBA a fost prezentat în ziare precum The New York Times, Reuters și Bloomberg, iar Centrul Preparator LSBF pentru ACCA a fost premiat cu titlul “Resursa de studiu a anului” de PQ Magazine în februarie 2011.

### Topuri
Masteratul în Finanțe al Grenoble Graduate School of Business oferit de LSBF a fost numit al șaselea cel mai bun din lume de Financial Times în iunie 2011.
Programul Universitar în Afaceri Internaționale (BIB) al GGSB, oferit la campusurile LSBF din Londra și GGSB din Grenoble, a fost numit al cincilea cel mai bun din Franța de ziarul Le Figaro, unul dintre cele mai mari și influente publicații din țară.
Masteratul în Afaceri Internaționale (MIB) al GGSB a fost numit al nouălea cel mai bun din lume de Financial Times.

### Burse de studiu
Patronul Regal al LSBF, Alteța Sa Regală Prințul Michael al Kentului, sponsorizează burse pentru studenții din țări în curs de dezvoltare. Alte burse de studiu oferite de LSBF includ: Bursa Corporativă, concentrată pe conectarea studenților cu angajatori prin Diviza Corporativă a LSBF; Bursa pentru femei în mediul afacerilor, destinată să încurajeze femei ce fac parte din consilii de conducere și care vor deveni CEO sau președinți ale corporațiilor; Sunt de asemenea oferite și burse sponsorizate de directorul școlii și de vice-rectorul LSBF.

## Conexiuni externe
David Blunkett, fostul ministru al educației din Marea Britanie a fost numit lector vizitator al LSBF în 2011. Prima lectură a domnului Blunkett a fost ținută la campusul din Londra și a fost axată pe aspectele cheie ale conducerii (leadership) și calitățile necesare pentru a fi un bun lider atât în afaceri cât și în politică. 
În 2012 David Blunkett, reprezentând LSBF, l-a intervievat pe fostul Prim Ministru al Marii Britanii Tony Blair despre viitorul educației în Marea Britanie.
În decembrie 2011, Prințul Michael al Kentului a prezidat lectura inaugurală a unor noi serii de lecturare anuale de afaceri în parteneriat cu Royal Society of Arts (RSA). Invitații speciali au fost directorul general al CBI și fostul Ministru al Comerțului și Investițiilor, Lordul Digby Jones.

### LSBF în Media
În octombrie 2011, canalul britanic BBC Three a menționat LSBF School of English într-un documentar despre un grup de imigranți tineri ce au venit în Marea Britanie pentru a-și realiza visele profesionale.documentary Unul dintre studenți studia la LSBF și se înrolase pentru un curs de limbă engleză ca să se pregătească pentru un interviu important.
În decembrie 2011, campusul LSBF a fost vizitat de comedianul premiat la BAFTA, Jo Brand. Împreună cu compania de producție, aceasta a intervievat un grup de studenți pe tema afacerilor, ce a fost difuzat pe BBC4 în februarie 2012.
În martie 2012 aplicația Facebook LSBF Global MBA a fost menționată în The Guardian împreună cu alte instituții de rang înalt pentru folosirea tehnologiei în educație.
Directorul general al Grupului LSBF, Valery Kisilevsky, a fost intervievat de Bloomberg Business Week pe tema noului program lansat de LSBF, Programul 360°, în care explică justificarea programului inovator ce garantează angajarea după absolvire.
Directorul general al LSBF Canada, Yuliya Etingen, a fost intervievată de Valor Economico, un ziar Brazilian important, și au fost discutate viitoarele asociații și programe LSBF pentru piață braziliană (publicat în portugheză).
Inovativul Program 360° oferit de LSBF, cu garanția de angajare după absolvire, a fost menționat de The Times Higher Magazine și alte ziare naționale și internaționale, inclusiv Evening Standard, London’s Metro, HR Magazine și Wall Street Journal.
Ziarul german Die Welt a publicat în 2011 un articol despre beneficiile de a studia la LSBF ca student internațional, articolul urmat de o vizită la campusul LSBF. 